# Miss Moon
Miss Moon este un serial de animație francez pentru copii, creat de Sébastien Dorsey și Laure Doyonnax, și produs de compania Safari de Ville. Acesta a debutat în Franța pe 17 aprilie 2016, pe canalul TF1, ca parte a blocului TFOU.
În România serialul se difuzează pe Boomerang, începând din 8 octombrie 2016.

## Premisă
Miss Moon este dădaca celor trei copii McGuffle: Lola, Jules și Bebe Joe. Dar ea nu este o dădacă oarecare, ci una magică, mai bine spus o vrăjitoare deosebită. Deaorece părinții copiilor sunt ocupați toată ziua zi de zi, Miss Moon trebuie să stea cu ei în fiecare zi, și îi ajută pe copii să iasă din orice situație cu diferitele vrăji și magii ale sale. Dar în același timp toate problemele și nebuniile iau naștere, iar dădaca și copiii le rezolvă tot timpul, în același timp distrându-se enorm.

## Personaje
- Miss Moon - Miss Moon (sau „Moony”, cum îi mai spun copiii) este un magician vrăjitor ucenic ce a venit în New York pe post de dădacă. Ea poate face aproape orice cu bagheta sa magică, iar în camera sa (din podul casei) are o colecție uimitoare de vrăji și elixire rare, pe lângă care și o carte ce o ajută cum să le folosească. Ea este foarte amuzantă și simpatică, iar cei trei copii o iubesc foarte mult, deoarece ea știe foarte bine cum să se poarte fix ca o mamă pentru ei.
- Jules McGuffle - Jules este copilul mijlociu, de 10 ani, al familiei. Acesta poartă ochelari, și cel mai mult îi place să se dea cu skateboard-ul. De obicei are o atitudine foarte ambițioasă, și uneori asta o enervează pe sora sa Lola. Când e vorba de vreo aventură, Jules este primul dornic să treacă la treabă.
- Lola McGuffle - Lola este sora cea mare, de 15 ani. Cel mai mult îi place să asculte muzică la căști, și este uneori obsedată să aibă un iubit. Ea este cea mai deșteaptă dintre trio-ul McGuffle. Are și două prietene cele mai bune, cu care este văzută de mai multe ori umblând împreună.
- Joe McGuffle (sau Bebe Joe) - Bebe Joe este cel mai mic membru al familiei McGuffle, un mic bebeluș drăgălaș. Este foarte curios, și de asemenea foarte isteț. Deoarece este cel mai mic, Miss Moon petrece cel mai mult timp cu acesta, de aceea Bebe Joe iubind-o pe aceasta cel mai mult din copii McGuffle.
- Domnul Pick (en. Mr. Pick) - Domnul Pick este animalul de companie al lui Miss Moon, ce este un dragon verde de mărimea unui șoarece. Acesta este capabil de multe trucuri și giumbușlucuri, și poate creea multe semne prin flăcările sale. Acest lucru este destul de util, mai ales pentru a mima totul pentru Miss Moon atunci când apare o problemă și trebuie să o rezolve. Domnul Pick este cel mai bun prieten al lui Bebe Joe, și are abilitatea magică de a se preschimba în jucăria sa de pluși atunci când altcineva e prin preajmă.
- Paul McGuffle - Paul este tatăl celor trei copii, care lucrează ca un veterinar renumit al grădinii zoologice din oraș. Acesta este conștient de puterile magice ale lui Miss Moon, și are foarte multă încredere în ea pentru a îi ține pe copii pe mâini bune. Uneori copiii îi mai fac o vizită la locul său de muncă, iar atunci acesta li se alătură și el în aventurile magice ale lor.
- Lady Pop McGuffle - Lady Pop este mama celor trei copii, și un mare star rock internațional. Aceasta are mai tot timpul concerte peste tot în lume, și de aceea are foarte puțin timp pentru a-și putea vedea familia. Ea călătorește prin lume într-o caravană, și mai are și un bodyguard personal. Este singura din familie care nu știe că Miss Moon este o vrăjitoare.
- Baroana (en. Baronesa) - Baroana este vecina din cartier a celor trei copii McGuffle, ce locuiește vis-a-vis alături de cei doi căței ai săi. Este foarte morocănoasă și țâfnoasă, și nu suportă familia McGuffle, deoarece știe că ei mereu aduc doar necazuri. Baroana este foarte conștientă că Miss Moon este o vrăjitoare, și mereu pune la cale planuri pentru a dovedi acest lucru lumii întregi.
- Yassir - Yassir lucrează la băcănia orașului, unde vinde aproape orice. Acesta poartă pe cap un turban. El este foarte îndrăgostit de Miss Moon, și ar face orice pentru a o impresiona. Și chiar dacă nu reușește tot timpul, Miss Moon tot îi arată afecțiune, ceea ce de obicei îl face super fericit și îl face să roșească și să leșine de dragoste. Uneori copiii apelează la el pentru a cumpăra anumite lucruri ca să îi ajute în problemele lor.
- Domnișoara Bunch (en. Miss Bunch) - Domnișoara Bunch este cea mai bună și talentată dădacă din oraș, și în același timp șefa tuturor bonelor. Tenacitatea și viclenia ei o fac foarte deosebită față de oricine, și chiar a creat propriile reguli pentru a fi o dădacă excelentă. Ba chiar poate ridica sau coborî în rang pe celelalte bone, în funcție de efortul depus. Ea o rivalizează foarte mult pe Miss Moon și pe cei trei copii, deoarece îi crede un pericol pentru ceilalți bebeluși, și de aceea vrea tot timpul să îi dea afară din parc pentru totdeauna.
- Noemi - Noemi este asistenta domnișoarei Bunch. Ea este foarte aeriană și cu capul în nori, iar aiureala sa îi dau mereu peste cap planurile lui Bunch, lucru care o înfurie foarte mult. Noemi este mereu amenințată de domnișoara Bunch că va fi coborâtă ca rang de asistentă de bonă, dacă nu face cum spune ea.
- Howard - Howard este un adolescent șmecher, de care Lola este îndrăgostit lulea.
- Domnul Grădinar (en. Mr. Gardener) sau Domnul Gardian - este grădinarul din parcul orașului care poartă o Mustață pe față și Lucrează Întotdeauna dar el face foarte multă muncă de obicei udă Iarbă, Scoate orice cu utilajul Lui si el face orice.
- Luis - Luis este unul dintre prietenele cele mai bune prietene a le lui Lola McGluffe care vine întotdeauna cu Beck în Parc. Luis cu Beck și Lola stau întotdeauna pe Banca sa Albastră.
- Beck - este unul dintre cele mai bune prietene a le lui lola și pe cap poartă mult păr casă acopere unul din ochi lui și într-un episod nu a fost revigorată.
- Prospel - este șeful domnului Paul și el este îngrijitor de Animalele grădini zoo.
- Cățeii Baroanei (en. The Baron's Dogs) - sunt animalele de companie a baroanei și dușmanii familiei McGuffle ei fac doar Ham, Ham și ei au făcut parte din Familie Baroanei pe viață.
- Mery Ckeid - este rivala lolei ea vrea prima să se îndrăgostească prima de Howard dar nu reușește.
- Mama Moon - a apărut în 2 episoade este mama bătrână a lui Miss Moon și este cu voce de tânără.

## Episoade
| Premiera în România | N/o | Titlu român                  | Titlu francez                | Titlu englez                |
| ------------------- | --- | ---------------------------- | ---------------------------- | --------------------------- |
|                     |     |                              |                              |                             |
| PRIMUL SEZON        |     |                              |                              |                             |
|                     |     |                              |                              |                             |
| 08.10.2016          | 01  | Curățenie în cameră          | Range ta chambre!            | Clean Your Room             |
|                     |     |                              |                              |                             |
| 08.10.2016          | 02  | Maimuțica Lola               | Lola est un signe            | Lola is a Monkey            |
|                     |     |                              |                              |                             |
| 09.10.2016          | 03  | Cea mai bună dădacă          | Nounou de compet             | Best Nanny Contest          |
|                     |     |                              |                              |                             |
| 09.10.2016          | 04  | Fotografia furată            | Photo Volee                  | Stolen Photo                |
|                     |     |                              |                              |                             |
| 15.10.2016          | 05  | Cu toții la bord             | A l’abordage!                | All Aboard!                 |
|                     |     |                              |                              |                             |
| 15.10.2016          | 06  | Vampirul dragostei           | Vampire d’Amour              | Love Vampire                |
|                     |     |                              |                              |                             |
| 16.10.2016          | 07  | Unde a dispărut Tati?        | Papa t’es où ?               | Daddy, Where Are You?       |
|                     |     |                              |                              |                             |
| 16.10.2016          | 08  | Domnul Pick a răcit          | La tchoumite                 | Mister Pick Got Cold        |
|                     |     |                              |                              |                             |
| 23.10.2016          | 09  | Dădaca dragon                | Dragon Sitting               | Dragon Sitting              |
|                     |     |                              |                              |                             |
| 30.10.2016          | 10  | Parada primăverii            | Parade de Printemps          | Spring Parade               |
|                     |     |                              |                              |                             |
| 06.10.2016          | 11  | Banca Lolei                  | Le Banc de Lola              | Lola’s Bench                |
|                     |     |                              |                              |                             |
| 13.11.2016          | 12  | Ratapoil                     | Ratapoil                     | Fluffmaster                 |
|                     |     |                              |                              |                             |
| 20.11.2016          | 13  | Maniere cavalerești          | Des manières bien cavalières | Casual as Can Be            |
|                     |     |                              |                              |                             |
| 27.11.2017          | 14  | Coșulețul magic              | Le couffin magique           | The Magic Crib              |
|                     |     |                              |                              |                             |
| 28.11.2017          | 15  | Skateboard-ul zburător       | Le skate volant              | The Flying Skateboard       |
|                     |     |                              |                              |                             |
| 29.11.2017          | 16  | Ochiul tigrului              | L’oeil du tigre              | The Eye of the Tiger        |
|                     |     |                              |                              |                             |
| 30.11.2017          | 17  | Super bebe Joe               | Super baby Joe               | Super Baby Joe              |
|                     |     |                              |                              |                             |
| 01.12.2017          | 18  | Clac! Clac!                  | Clac ! Clac !                | The Bewitched Flower        |
|                     |     |                              |                              |                             |
| 04.12.2017          | 19  | Flori sălbatice              | Fleurs en folie              | Wild Flowers!               |
|                     |     |                              |                              |                             |
| 05.12.2017          | 20  | O zi de vis                  | Une journée de rêve          | Dream Day                   |
|                     |     |                              |                              |                             |
| 06.12.2017          | 21  | Prea multe bomboane          | Un bonbon de trop            | One Candy Too Many          |
|                     |     |                              |                              |                             |
| 07.12.2017          | 22  | Honk!                        | Honk !                       | "honk!"                     |
|                     |     |                              |                              |                             |
| 08.12.2017          | 23  | Dădaca de crăciun            | Nounou Noël                  | Nanny Claus                 |
|                     |     |                              |                              |                             |
| 11.12.2017          | 24  | Fantomele Baroanei           | Les fantômes de la Baronne   | The Ghosts of the Baronness |
|                     |     |                              |                              |                             |
| 12.12.2017          | 25  | Veterinarul salvează ziua    | SOS véto                     | Vet to the Rescue!          |
|                     |     |                              |                              |                             |
| 13.12.2017          | 26  | Gripack                      | Gripack                      | Little Monster              |
|                     |     |                              |                              |                             |
| 14.12.2017          | 27  | Regele Jules                 | Le roi Jules                 | King Jules                  |
|                     |     |                              |                              |                             |
| 15.12.2017          | 28  | Dans cu Yassir               | Danse avec Yassir            | Dancing With Yassir         |
|                     |     |                              |                              |                             |
| 18.12.2017          | 29  | Dezhilba                     | Dezhilba                     | Dezhilba the Witch          |
|                     |     |                              |                              |                             |
| 19.12.2017          | 30  | Bomber Boy                   | Bomber boy                   | Bomber Boy                  |
|                     |     |                              |                              |                             |
| 20.12.2017          | 31  | Rodeo pe mamut               | Mammouth rodéo               | Mammoth Rodeo               |
|                     |     |                              |                              |                             |
| 21.12.2017          | 32  | Mumia din cereale            | Crounch momie                | A Mummy for Breakfast       |
|                     |     |                              |                              |                             |
| 22.12.2017          | 33  | Ceasul magic                 | L’horloge magique            | The Magic Clock             |
|                     |     |                              |                              |                             |
| 25.12.2017          | 34  | Poilix părosul               | Poilix le poilu              | Hairy Harryx                |
|                     |     |                              |                              |                             |
| 26.12.2017          | 35  | Marea evadare                | La grande évasion            | The Great Escape            |
|                     |     |                              |                              |                             |
| 27.12.2017          | 36  | Domnul Pick evadează         | Chamboule Pick               | Pick in a Spin              |
|                     |     |                              |                              |                             |
| 28.12.2017          | 37  | Magipoly                     | Magipoly                     | Magipoly                    |
|                     |     |                              |                              |                             |
| 29.12.2017          | 38  | Lola și broasca              | Lola et la grenouille        | Lola and the Frog           |
|                     |     |                              |                              |                             |
| 01.01.2018          | 39  | King Honk                    | King Honk                    | King Honk                   |
|                     |     |                              |                              |                             |
| 02.01.2018          | 40  | Comoara din lac              | Le trésor du lac             | The Treasure of the Lake    |
|                     |     |                              |                              |                             |
| 03.01.2018          | 41  | Înapoi în copilărie          | Retour en enfance            | Back to Childhood           |
|                     |     |                              |                              |                             |
| 04.01.2018          | 42  | Cheia baroanei               | La clé de la baronne         | The Baroness’ Key           |
|                     |     |                              |                              |                             |
| 05.01.2018          | 43  | Dădaca cu Wi-fi              | Nounou wifi                  | Wifi Nanny                  |
|                     |     |                              |                              |                             |
| 08.01.2018          | 44  | Casa bântuită                | La maison hantée             | The Haunted House           |
|                     |     |                              |                              |                             |
| 09.01.2018          | 45  | Balul vrăjitorilor           | Le bal des sorciers          | The Wizard’s Ball           |
|                     |     |                              |                              |                             |
| 10.01.2018          | 46  | Urgență cu apă               | La chasse à l’eau            | Dry Zoo Emergency!          |
|                     |     |                              |                              |                             |
| 11.01.2018          | 47  | Provocarea la basket         | Le défi basket               | Basketball Challenge        |
|                     |     |                              |                              |                             |
| 12.01.2018          | 48  | Mama falsă                   | Une maman pas vraie          | Fake Mom                    |
|                     |     |                              |                              |                             |
| 15.01.2018          | 49  | Grădina de bezele            | Les guirlimauves             | The Marshmallow Garden      |
|                     |     |                              |                              |                             |
| 16.01.2018          | 50  | Cursa pe pedale              | Pédalo circus                | Pedal Boat Circus           |
|                     |     |                              |                              |                             |
| 17.01.2018          | 51  | Zombi-ul dragostei           | Zombie d’amour               | Love Zombie                 |
|                     |     |                              |                              |                             |
| 18.01.2018          | 52  | Competiția torturilor magice | C’est pas de la tarte        | Magic Cake Contest          |
|                     |     |                              |                              |                             |

## Legături externe
- Miss Moon la Internet Movie Database
- Miss Moon Arhivat în 24 ianuarie 2017, la Wayback Machine. pe TFOU TV